# Абидоски попис краљева
Абидоски попис краљева је листа картуша 76 египатских фараона који су претходили Сетију I.
Попис се налази на зиду храма Сетија I у Абидосу, у капели посвећеној богињи Секмет. Састоји се из три реда, сваки са 38 картуша. Два горња реда садрже имена фараона, док трећи ред само понавља Сетијево име и тронско име. Значај листе је у томе што даје (делимично нетачну) скицу о низању владара Старог краљевства и по томе што је једини извор који даје имена владара седме и осме династије.
Са леве стране пописа једно дете држи уздигнуте руке у знак поштовања фараонских картуша. То је будући владар Рамзес II.
Сећање на претке играло је значајну улогу у староегипатском друштву. Сети I је наредио исписивање овог пописа из култних разлога, јер је желео да имена неких фараона остану у сећању. Недостају фараони за које се хтело сугерисати да никада нису постојали: Хатшепсут, жена фараон, и Акхенатон, верски отпадник. Додатни разлог била је Сетијева жеља да се представи као наследник дуге и грандиозне лозе фараона. историјска преклапања у времену владавине су систематски брисана.

## Фараони поменути у попису

### Прва династија
| Картуши 1 до 8 | N°          | Име на попису | Уобичајено име |
| -------------- | ----------- | ------------- | -------------- |
|                | 1           | Мени          | Менес          |
| 2              | Тети        | Хор-Аха       |                |
| 3              | Ити         | Џер           |                |
| 4              | Ита         | Џет           |                |
| 5              | Семти       | Ден           |                |
| 6              | Мерибиап(у) | Аџиб          |                |
| 7              | Семсу       | Семерхет      |                |
| 8              | Кебех       | Каа           |                |

### Друга династија
| Картуши 9 до 14 | N°      | Име на попису | Уобичајено име |
| --------------- | ------- | ------------- | -------------- |
|                 | 9       | Беђау         | Хотепсехемуи   |
| 10              | Какау   | Ранеб         |                |
| 11              | Банечер | Нинечер       |                |
| 12              | Вађнас  | Венег         |                |
| 13              | Сенди   | Сенед         |                |
| 14              | Ђађај   | Касекемуи     |                |

### Трећа династија
| Картуши 15 до 19 | N°        | Име на попису | Уобичајено име |
| ---------------- | --------- | ------------- | -------------- |
|                  | 15        | Небка         | Саанат         |
| 16               | Џесер-за  | Џосер         |                |
| 17               | Тети      | Сехемет       |                |
| 18               | Сеђес     | Хаба          |                |
| 19               | Неферкара | Хуни          |                |

### Четврта династија
| Картуши 20 до 25 | N°        | Име на попису | Уобичајено име |
| ---------------- | --------- | ------------- | -------------- |
|                  | 20        | Снеферу       | Снеферу        |
| 21               | Куфу      | Кеопс         |                |
| 22               | Џедеф Ре  | Џедеф Ре      |                |
| 23               | Кафра     | Кефрен        |                |
| 24               | Менкаре   | Микерин       |                |
| 25               | Шепсескаф | Шепсескаф     |                |

### Пета династија
| Картуши 26 до 33 | N°        | Име на попису     | Уобичајено име |
| ---------------- | --------- | ----------------- | -------------- |
|                  | 26        | Усеркаф           | Усеркаф        |
| 27               | Сахуре    | Сахуре            |                |
| 28               | Какаи     | Нефериркаре Какаи |                |
| 29               | Неферефре | Неферефре         |                |
| 30               | Ниусера   | Ниусера Ини       |                |
| 31               | Менкаухор | Менкаухор Кају    |                |
| 32               | Џедкара   | Џедкара Исеси     |                |
| 33               | Унис      | Унас              |                |

### Шеста династија
| Картуши 34 до 39 | N°                | Име на попису         | Уобичајено име |
| ---------------- | ----------------- | --------------------- | -------------- |
|                  | 34                | Тети                  | Тети II        |
| 35               | Усеркара          | Усеркара              |                |
| 36               | Мерире            | Пепи I Мерире         |                |
| 37               | Меренре           | Меренре Немтиемсаф I  |                |
| 38               | Неферкаре         | Пепи II Неферкаре     |                |
| 39               | Меренре Амтиемсаф | Меренре Немтиемсаф II |                |

### Седмаиосма династија
| Картуши 40 до 47 | N°              | Име на попису        | Уобичајено име |
| ---------------- | --------------- | -------------------- | -------------- |
|                  | 40              | Нетџеркаре           | Нетџеркаре     |
| 41               | Менкаре         | Менкаре              |                |
| 42               | Неферкаре       | Неферкаре II         |                |
| 43               | Неферкаре Не би | Неферкаре Не би      |                |
| 44               | Џедкаре Шемаи   | Џедкаре Шемаи        |                |
| 45               | Неферкаре Хенду | Неферкаре IV         |                |
| 46               | Меренхор        | Меренхор             |                |
| 47               | Снеферка        | Сенеферка Неферкамин |                |

| Каруши 48 до 56 | N°                  | Име на попису       | Уобичајено име |
| --------------- | ------------------- | ------------------- | -------------- |
|                 | 48                  | Никаре              | Никаре         |
| 49              | Неферкаре Тереру    | Неферкаре V         |                |
| 50              | Неферкахор          | Неферкахор          |                |
| 51              | Неферкаре Пеписенеб | Неферкаре Пеписенеб |                |
| 52              | Снеферка Ану        | Неферкамин Ану      |                |
| 53              | Какаре              | Какаре Иби          |                |
| 54              | Неферкауре          | Неферкауре II       |                |
| 55              | Неферкаухор         | Неферкаухор         |                |
| 56              | Нефериркаре         | Нефериркаре II      |                |

### Једанаестаидванаеста династија
| Картуши 57 до 61 | N°          | Име на попису          | Уобичајено име           |
| ---------------- | ----------- | ---------------------- | ------------------------ |
|                  | 57          | Небхауре               | Небхетепра Ментухотеп II |
| 58               | Санкаре     | Санкаре Ментухотеп III |                          |
| 59               | Сехетепибре | Аменемхат I            |                          |
| 60               | Хеперкаре   | Сесострис I            |                          |
| 61               | Небкауре    | Аменемхат II           |                          |

| Картуши 62 до 65 | N°         | Име на попису | Уобичајено име |
| ---------------- | ---------- | ------------- | -------------- |
|                  | 62         | Хахепере      | Сесострис II   |
| 63               | Хакауре    | Сесострис III |                |
| 64               | Нимаатре   | Аменемхат III |                |
| 65               | Маатхеруре | Аменемхат IV  |                |

### Осамнаеста династија
| Картуши 66 до 74 | N°            | Име на попису | Уобичајено име |
| ---------------- | ------------- | ------------- | -------------- |
|                  | 66            | Небпехтире    | Ахмосе I       |
| 67               | Џесеркаре     | Аменхотеп I   |                |
| 68               | Ахеперкаре    | Тутмос I      |                |
| 69               | Ахеперенре    | Тутмос II     |                |
| 70               | Менхепере     | Тутмос III    |                |
| 71               | Ахеперуре     | Аменхотеп II  |                |
| 72               | Менхеперуре   | Тутмос IV     |                |
| 73               | Небмаатре     | Аменхотеп III |                |
| 74               | Џесерхеперуре | Хоремхеб      |                |

### Деветнаеста династија
| Картуши 75 и 76 | N°        | Име на попису | Уобичајено име |
| --------------- | --------- | ------------- | -------------- |
|                 | 75        | Менпетире     | Рамзес I       |
| 76              | Менмаатре | Сети I        |                |